# جورجينا كامبل
جورجينا كامبل (بالإنجليزية: Georgina Campbell)‏ هي ممثلة بريطانية، ولدت في 12 يونيو 1992 في المملكة المتحدة.

## حياتها الشخصية
هي من مواليد لد سنة 1992 في ميدستون ، كنت في إنجلترا.
التحقت بكلية رويال هولواي التابعة لجامعة لندن، وتخرجت في عام 2014 بشهادة في الدراسات السينمائية.

## أعمال

### مسلسلات
- المرآة السوداء

### الأفلام
- 2024: المراقبون

## وصلات خارجية
- جورجينا كامبل على موقع IMDb (الإنجليزية)
- جورجينا كامبل على موقع ميتاكريتيك (الإنجليزية)
- جورجينا كامبل على موقع روتن توميتوز (الإنجليزية)
- جورجينا كامبل على موقع ألو سيني (الفرنسية)
- جورجينا كامبل على موقع ميوزك برينز (الإنجليزية)
- جورجينا كامبل على موقع قاعدة بيانات الفيلم (الإنجليزية)